# 瓜瓦塔
瓜瓦塔是哥倫比亞的城鎮，位於該國東北部，由桑坦德省負責管轄，始建於1542年，面積58平方公里，海拔高度1,893米，2005年人口4,283，人口密度每平方公里73.84人。
5°57′N 73°42′W / 5.950°N 73.700°W